# Narewský národní park
Narewský národní park (polsky Narwiański Park Narodowy) je jedním z národních parků na území Polska. Založen byl 1. července 1996. Nalézá se v severovýchodní části Polska, na území Podleského vojvodství, západně od města Bělostoku, mezi obcemi Suraž a Rzędziany. Rozprostírá se na ploše 6 810,23 ha podél toku řeky Narew, přičemž zprvu se kvůli nepřesnému měření uváděla jeho rozloha až na 7350 ha.

## Popis
Sídlo národního parku se nachází v obci Kurowo, v paláci pocházejícího z 19. století, v němž je rovněž možné navštívit muzeum s expozicí kulturních a přírodních památek narewské doliny. Symbolem národního parku je moták pochop.
Samotný park se rozkládá na území severní podleské nížiny podél horního toku řeky Narewu (Dolina Górnej Narwy). Narew má na území parku anastamózující charakter – několika koryty současně protéká jeho hlavní proud a vytváří mozaikový systém niv, bahnitých ploch i ploch s pevným podložím, čímž území získává unikátní charakter. Narewský národní park zahrnuje část okolí Narewu na jih od Suraže až po severní část u Rzędzian s délkou cca 50 km (Dolina Narwy). Šířka doliny se pohybuje od 2 do 4 km. Kromě koryt s aktivně proudící vodou se zde vyskytují zarůstající slepá koryta se stojatou vodou.

## Fauna

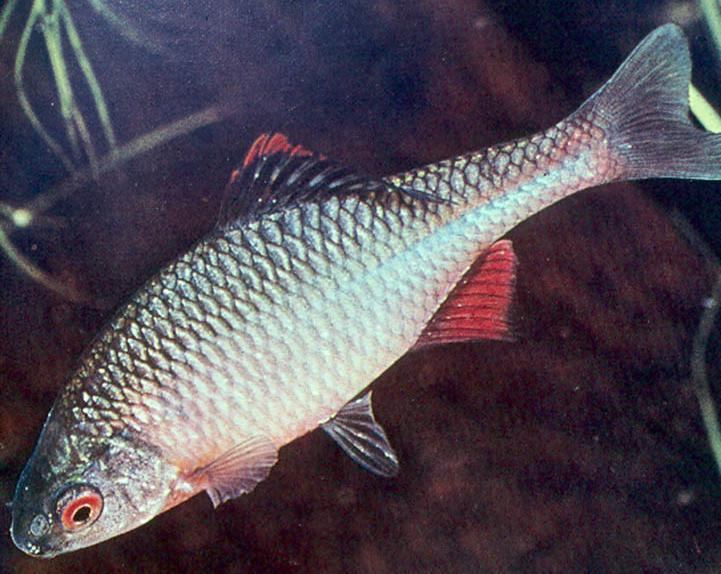
Chráněná hořavka duhová

Národní park je sídlištěm pro řadu ohrožených druhů ptáků jako např. orel mořský a jespák bojovný. Lze rovněž narazit na hranostaje nebo tchoře. Jako na jednom ze tří lokalit v Polsku zde žije chráněný motýl okáč žlutooký (Coenonympha oedippus).
V parku nachází útočiště rovněž 34 druhů savců. Řadí se k nim bobr evropský, ondatra, ježek západní, rejsec vodní a větší druhy: jeleni, losi, srnci a divoká prasata. Z jednadvaceti různých druhů ryb žijících na území parku jsou tři druhy chráněné: hořavka duhová, mřenka mramorovaná a sekavec písečný. Přebývá zde rovněž chráněná mihule ukrajinská (Eudontomyzon mariae).
Ke 13 druhům plazů obývajících území parku patří dva ocasaté druhy: čolek obecný a čolek velký, dále bezocasí: kuňka obecná, blatnice skvrnitá a rosnička zelená. Z ropuch zde žijí ropucha obecná, zelená a krátkonohá, ze žab skokan ostronosý, hnědý a zelený.

## Vodní ptactvo

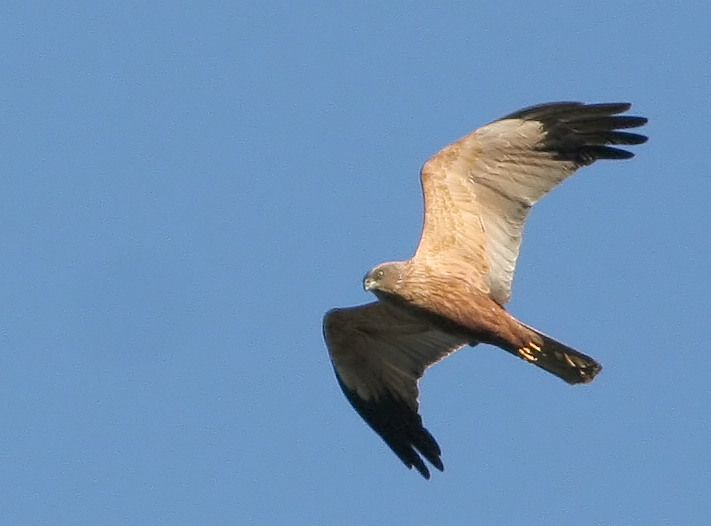
Moták pochop – symbol národního parku

Dolina Narewu spolu s Narewským národním parkem jsou od roku 2010 klasifikovány jako významné ptačí území. Organizace BirdLife International považuje za hlavní druh rákosníka ostřicového (Acrocephalus paludicola) a označila park jako důležité místo pro tažné vodní ptáky. Mezi lety 1979 až 2000 bylo v parku potvrzeno 203 druhů ptáků, z čehož 153 druhů bylo hnízdících. Část z nich se řadí k celosvětově nebo evropsky ohroženým druhům jako např.: bukač velký, jespák bojovný, chřástal polní, chřástal kropenatý, chřástal malý, bekasina větší, kalous pustovka a rákosník ostřicový.
Z třech druhů motáků je nejpočetnější moták pochop. Ostatní dva jsou: moták pilich a moták lužní.